# Mogens Lindhard
Mogens Lindhard er formand for Det Centrale Handicapråd. Social- og ældreminister Astrid Krag udnævnte Mogens Lindhard som formand for rådet fra januar 2022..
Mogens Lindhard har arbejdet for Grundfos siden 1995. I 2021 blev han som Head of Global Social Responsibility ansvarlig for virksomhedens sociale ansvar, integration af udsatte grupper og fastholdelse af medarbejdere på særlige vilkår.
Derudover er Mogens Lindhard formand i CABI og har tidligere været mentor i foreningen Velkommen hjem, hvor soldaterveteraner støttes i deres jobsøgning.